# Viteză areolară

Viteza areolară este aria (reprezentată în culoarea verde) măturată de raza vectoare pe unitatea de timp a unei particule aflată în mișcare pe o traiectorie curbilinie (reprezentată în culoarea albastră).

Ilustrarea legii a doua a lui Kepler

Viteza areolară este în fizică o mărime vectorială care reprezintă aria măturată în unitatea de timp de raza vectoare a unui punct material aflat în mișcare pe o traiectorie curbilinie. Formula de definiție este dată de expresia:
| {\displaystyle {\vec {\Omega }}={\frac {d{\vec {A}}}{dt}}={\dot {\vec {A}}}} |

Unde {\displaystyle \scriptstyle {\vec {\Omega }}} este vectorul viteză areolară, {\displaystyle \scriptstyle {\vec {A}}} vectorul ariei și {\displaystyle \scriptstyle t} este timpul.
Cu alte cuvinte, vectorul viteză areolară este egală cu derivata de ordinul întâi în funcție de timp a vectorului de arie descris de raza vectoare.
Se măsoară în SI în m2 /s. Viteza areolară este utilizată în general pentru descrierea mișcărilor punctului material în câmp central de forțe, în particular, pentru studiul mișcării corpurilor cerești pe traiectorii eliptice.

## Definiție
Pentru un punct material ce se mișcă pe o curbă oarecare, raza vectoare urmărește permanent punctul; practic traiectoria punctului material reprezintă locul geometric al tuturor punctelor pe care vârful razei vectoare le atinge pe durata mișcării. În acest timp vectorul de poziție descrie (mătură) o suprafață cu arie determinată. Prin raportarea mărimii ariei măturate la durata mișcării se generează mărimea fizică denumită viteză areolară. Pentru scrierea formulei matematice exacte a acestei mărimi, se ia în considerare o curbă (C) oarecare din spațiu (vezi figura din dreapta sus).Fie {\displaystyle \scriptstyle A} originea sistemului de referință, {\displaystyle \scriptstyle B} punctul de pe traiectorie în care se află punctul material la momentul de timp {\displaystyle \scriptstyle t}, „fixat” prin vectorul de poziție inițial {\displaystyle \scriptstyle {\vec {r}}(t)}; punctul material după un interval de timp {\displaystyle \scriptstyle \Delta t} ajunge în punctul {\displaystyle \scriptstyle C} de pe traiectoria sa, punct „fixat” de vectorul de poziție final vec {\displaystyle \scriptstyle {\vec {r}}(t+\Delta t)}.În acest interval de timp, punctul material descrie arcul de curbă {\displaystyle \scriptstyle BC} iar raza vectoare descrie suprafața  delimitată de vectorii de poziție inițială și finală respectiv arcul de curbă parcurs, arie notată prin {\displaystyle \scriptstyle \Delta A} Acestei arii i se asociază vectorul arie care este egală cu mărimea ariei înmulțită cu versorul normal la suprafața determinată de vectorii de poziție inițială și finală {\displaystyle \scriptstyle {\vec {\Delta A}}=\scriptstyle \Delta A{\vec {n}}}

### Viteza areolară medie
Prin raportul dintre vectorul arie și intervalul de timp se găsește formula vectorului viteză areolară medie:
Acest vector este normal la suprafața (ABC) și are valoarea scalară egală cu {\displaystyle \scriptstyle {\frac {\Delta A}{\Delta t}}}, prin urmare, vectorul viteză areolară se poate scrie prin relația: {\displaystyle \scriptstyle {\vec {\Omega }}_{m}=\Omega _{m}\cdot {\vec {n}}}, unde {\displaystyle \scriptstyle \Omega _{m}={\frac {\Delta A}{\Delta t}}} este valoarea (mărimea vectorului viteză areolară medie). Pentru un interval de timp finit normala la suprafață nu se modifică în timp (ea fiind determinată numai de vectorii de poziție inițială și finală). În realitate, în decursul mișcării, direcția vectorului arie se poate modifica permanent în funcție de alura traiectoriei respectiv de poziția relativă a punctului de pe traiectorie considerat față de originea sistemului de referință.

### Viteza areolară instantanee
Pentru definirea riguroasă a vectorului viteză areolară la un moment dat (într-un punct determinat pe traiectorie), se ia în considerare un interval de timp foarte scurt și se calculează raportul dintre vectorul arie și acest interval de timp. Cu cât intervalul de timp este mai scurt, cu atât acest raport va fi mai aproape de vectorul viteză în punctul {\displaystyle \scriptstyle B}  (la momentul t). Viteza areolară instantanee se găsește prin trecerea sub limită a raportului {\displaystyle \scriptstyle {\frac {\Delta A}{\Delta t}}} cu {\displaystyle \scriptstyle \Delta t} tinzând la zero:
| {\displaystyle {\vec {\Omega }}=\lim _{\Delta t\rightarrow 0}{\frac {\vec {\Delta A}}{\Delta t}}={\frac {d{\vec {A}}}{dt}}={\dot {\vec {A}}}} |

Prin urmare: viteza areolară instantanee  reprezintă derivata de ordinul întâi în funcție de timp a vectorului arie măturată de raza vectoare.
Vectorii rază vectoare, viteză și viteză unghiulară, fiind dependente de timp și legate intrinsec de traiectoria mișcării sunt legate de viteza areolară. Pentru deducerea relației dintre vectorul viteză areolară și vectorul de poziție respectiv vectorul vitezei pe traiectorie se are în vedere relația existentă între vectorul arie și vectorii poziție inițială... și finală....Acesta se exprimă ca semiprodusul vectorial dintre cei doi vectori de poziție:
Ținând cont de relația {\displaystyle \scriptstyle {\vec {r}}(t+\Delta t)={\vec {r}}(t)+{\dot {\vec {r}}}\,(t)\Delta t} , unde {\displaystyle \scriptstyle {\dot {\vec {r}}}}  este vectorul viteză instantanee pe traiectorie, notat prin {\displaystyle \scriptstyle {\vec {v}}} , vectorul viteză areolară instantanee se poate scrie sub forma:

 

rezultă expresia:
O formă  cinematică generală pentru viteza areolară se poate scrie folosind pseudotensorul Ricci:

## Formulă dimensională și unități de măsură
Conform analizei dimensionale, formula dimensională pentru viteza areolară se scrie sub forma:
Adică dimensiunea fizică a vitezei areolare este lungime la pătrat ori timpul la puterea minus unu.
În Sistemul Internațional de Măsuri
lungimea se măsoară în metru iar timpul în secundă, rezultă că unitatea de măsură pentru viteza areolară este:
În SI, viteza areolară se măsoară deci în metru la pătrat pe secundă (metru la pătrat ori secundă la puterea minus unu). Mișcarea punctului material pe o traiectorie curbilinie are loc cu viteză areolară de un metru pătrat pe secundă atunci când raza sa vectoare mătură o suprafață de arie egală cu un metru pătrat într-un interval de timp egal cu o secundă.
În sistemul de măsuri tolerat, CGS, unitatea de măsură este {\displaystyle \scriptstyle [\Omega ]_{CGS}={\frac {[A]_{CGS}}{[t]_{CGS}}}={\frac {cm^{2}}{s}}=cm^{2}\cdot s^{-1}}, adică centimetru la pătrat pe secundă, transformarea dintre cele două unități este dată de relația: {\displaystyle \scriptstyle 1{\frac {m^{2}}{s}}=10^{4}{\frac {cm^{2}}{s}}} sau reciproc: {\displaystyle \scriptstyle 1{\frac {cm^{2}}{s}}=10^{-4}{\frac {m^{2}}{s}}}.

## Relația cu viteza unghiulară
Viteza areolară instantanee e legată de viteza unghiulară instantanee  prin relația geometrică dintre unghiul la centru elementar, modulul vectorului de poziție și a vectorului rază de curbură locală. Scrierea relației generale dintre cele două mărimi fizice presupune formalismul tensorial pentru varietățile diferențiabile de ordinul doi. Pentru cazuri simple, cum ar fi cel al mișcării circulare uniforme a unui punct material, relația dintre cele două mărimi se poate scrie relativ simplu ținând seama de formula particulară a celor două mărimi:
viteza unghiulară se poate scrie, conform definiției:
viteza areolară, pentru acest caz particular, este:
Unde {\displaystyle \scriptstyle 2\pi } este unghiul la centru corespunzător unei rotații complete, {\displaystyle \scriptstyle \pi r^{2}} este aria cercului care este măturat de raza vectoare în decursul unei rotații complete, {\displaystyle \scriptstyle T} este perioada rotației. Din ultimele două expresii se deduce relația de legătură dintre cele două mărimi fizice:
sau invers :
Acest caz reprezintă cea mai simplă relație existentă între cele două viteze.

## Viteza areolară și momentul cinetic
Pentru mișcări ce au loc sub acțiunea unor forțe care produc un moment permanent ortogonal pe o axă fixă sau dacă momentul este nul, momentul cinetic se conservă, ceea ce se exprimă prin relația:
Aceasta este o integrală primă a mișcării. Pentru mișcări cu moment cinetic constant, alegând planul traiectoriei în planul {\displaystyle \scriptstyle xOy}, vectorul viteză areolară este paralelă cu axa {\displaystyle \scriptstyle Oz}, rezultă că valoarea componentei {\displaystyle \scriptstyle z} a acesteia coincide cu valoarea scalară, prin urmare:
Combinând ultimele două relații se găsește expresia:
Această ultimă relație exprimă de fapt teorema ariilor: Dacă momentul {\displaystyle \scriptstyle {\vec {M}}} al fortei {\displaystyle \scriptstyle {\vec {F}}} este permanent ortogonal pe axa Oz, atunci mișcarea punctului, în proiecție pe planul xOy, se face cu viteză areolară constantă.
Cu alte cuvinte, pentru mișcările plane, produse de forțe centrale, vectorul de poziție mătură arii egale în intervale de timp egale. Acesta este cazul tuturor mișcărilor libere ce au loc pe conice sub acțiunea forței centrale.

## Viteza areolară și legile lui Kepler

Ilustrarea legii ariilor (legea a doua al lui Kepler): raza vectoare a planetei aflată în mișcare orbitală descrie arii egale în intervale de timp egale

Folosirea acestei teoreme este extrem de utilă (fiind o integrală primă a mișcării) pentru găsirea ecuațiilor de mișcare pe traiectorii eliptice, hiperbolice, etc. Din punct de vedere istoric, noțiunea „apare” pentru prima oară în Legile lui Kepler (a doua lege) cu privire la mișcarea orbitală a planetelor.

### în limba română
- Iacob, Caius: Mecanică teoretică, Editura didactică și pedagogică, București, 1980.
- Mercheș, Ioan și Burlacu, Lucian: Mecanică analitică și a mediilor deformabile, cap.3, paragraful 3.1. (pag.15-16), Editura didactică și pedagogică, București, 1983.
- Plăcințeanu, Ion: Mecanică vectorială și analitică, cap.4 (pag.45-52), Editura Tehnică, București, 1958.

### în limbi străine
- Brackenridge, J.B.: The Key to Newton's Dynamics: The Kepler Problem and the Principia, University of California Press, Berkeley ,1995,.
- Casey, H.: Areal Velocity and Angular Momentum for Non-Planar Problems in Particle Mechanics, American Journal of Physics, Vol. 75, 2007, pag. 677-685.
- Goldstein, H.: Classical Mechanics, 2nd edition, Addison-Wesley, 1980.
- Moulton, F.R.: An Introduction to Celestial Mechanics,ED. Macmillan, 1914, Dover Reprint, 1970.